# Munt Baselgia
De Munt Baselgia is een berg in Zwitserland in het Kanton Graubünden met het hoogte van 2681 m.  Het hoogste punt, Spi da Baselgia, heeft een hoogte van de 2945 m.
De berg ligt in de gemeente Zernez en is de huisberg van het gelijknamige dorp. Vertaald uit het Reto-Romaans betekent Munt Baselgia in het Nederlands Kerkberg.
Over de top van de berg loopt een wandelroute van het dorp Zernez naar Lavin door het natuurgebied Lais da Macun, dat deel uitmaakt van het Zwitsers Nationaal Park. De top Spi da Baselgia is een goed uitzichtspunt over het Engadin en de Lais da Macun.